# Edmund Weiss
Edmund Weiss (även Weiß), född 26 augusti 1837 i Freiwaldau, död 21 juni 1917 i Wien, var en österrikisk astronom.
Weiss studerade i Wien, blev 1862 adjunkt vid observatoriet där, 1869 e.o. professor vid Wiens universitet, 1875 ordinarie professor och 1878–1907 tillika direktor för universitetsobservatoriet.
Förutom talrika observationer av planeter och kometer, meddelade i facktidskrifter, kan av Weiss talrika publikationer nämnas Beiträge zur Kenntniss der Sternschnuppen (1868, 1905), Höhenberechnung der Sternschnuppen (1905), Entwickelungen zum Lagrangeschen Reversionstheorem (1885), Ueber die Berechnung der Präcession (1886), Ueber die Bestimmung der Bahn eines Himmelskörpers aus drei Beobachtungen (1893) och Bilder-Atlas der Sternenwelt (1892).
Weiss utgav Joseph Johann von Littrows "Wunder des Himmels" (1886, 1897), Katalog der Argelanderschen Zonen von 15° bis 31° südlicher Declination (1890) och Katalog der nördlichen Zonen von Argelander (1919). Tillsammans med Karl Ludwig von Littrow utgav Weiss fyra band meteorologiska observationer vid observatoriet i Wien 1775-1855 och ledde efter dennes död inrättandet av det nya observatoriet. Som direktor för observatoriet utgav Weiss "Annalen der k.k. Sternwarte in Wien", dritter Folge, band 27-29 (1878-80) och "Annalen der k.k. Universitätssternwarte in Wien" (Währing), band 2-20 (1884-1909).
Weiss var medlem av den österrikiska gradmätningskommissionen och utgav tillsammans med Robert Gustav Schram Astronomische Arbeiten des k.k. Gradmessungsbureau (band 1-14, 1889-1907).

## Utmärkelser
Nedslagskratern Weiss på månen är uppkallad efter honom.